# Constantinople (ensemble musical)
Pour l’article homonyme, voir Constantinople.
Constantinople est un ensemble musical québécois de Musiques du monde, Musique ancienne et Musique baroque fondé et dirigé depuis 2001 par Kiya Tabassian à Montréal.
Dans ses créations, Constantinople s'associe avec de grands noms de la musique comme Kayhan Kalhor, Ablaye Cissoko, Ghalia Benali, Françoise Atlan, Hana Blažíková (en), Shashank Subramanyam (en) et Marco Beasley.
Constantinople produit trois ou quatre créations chaque année et voyage pour collaborer avec les meilleurs musiciens selon les besoins des projets. Ces créations constituent la saison régulière qui est présentée à Montréal, Québec, Ottawa et Toronto. Les créations sont ensuite présentées lors de tournées de spectacles ailleurs au Canada et à l'international. Certaines créations sont aussi endisquées. Au fil des ans, Constantinople a développé près de 60 créations, dont 23 ont été enregistrées, et a voyagé dans plus de 290 villes à travers 57 pays.
Deux de ses créations les plus récentes sont Traversées, avec Ablaye Cissoko et Chants d'Espoir avec Kayhan Kalhor.
En 2024, l'ensemble Constantinople remporte le JUNO du Meilleur album classique de l'année (petit ensemble) pour l'album Il Ponte di Leonardo.

## Historique
L'ensemble musical est créé en 2001 par les frères irano-québécois Kiya et Ziya Tabassian, arrivés au Québec alors qu'ils sont adolescents.
Kiya Tabassian est le directeur artistique de l'ensemble. Arrivé en 1990 à Montréal, à l'âge de 14 ans, il a grandi en Iran. À 12 ans, Kiya Tabassian découvre et se passionne immédiatement pour le setâr. L'envie de créer et de composer de la musique est née avec sa pratique de l'instrument : tout jeune, il recomposait les pièces du répertoire traditionnel de la musique persane.
Le projet musical de Constantinople repose sur un métissage perpétuel des cultures et de rencontres entre musiciens du monde entier. Plus que des recompositions de musiques anciennes et traditionnelles, ce sont des nouvelles créations qui s'inspirent de différents lieux et de différentes époques.
Le premier disque de Constantinople est paru en 2001 avec le label ATMA Classique. En 2025, Constantinople compte 23 disques à son actif.
Constantinople est l'un des ensembles montréalais les plus actifs sur la scène internationale. L'ensemble s'est produit dans des salles et des festivals de renommée mondiale :

### Europe
- Philharmonie de Berlin (Berlin, Allemagne)
- Konzerthaus de Vienne (Vienne, Autriche)
- Salle Pleyel (Paris, France)
- Oratoire du Louvre (Paris, France)
- Institut du monde arabe (Paris, France)
- Festival d'Aix-en-Provence (Aix-en-Provence, France)
- Anopolis World Music Festival (Thessalonique, Grèce)
- Onassis Cultural Center (Athènes, Grèce)
- Philharmonie du Luxembourg (Luxembourg)
- British Museum (Londres, Royaume-Uni)
- Lavaux Classic (Vaud, Suisse)
- Alcazar de Séville (Séville, Espagne)

### Amérique
- Salle Bourgie (Montréal, Canada)
- Grand Théâtre de Québec (Québec, Canada)
- The Elora Festival (Elora, Canada)
- Festival de Lanaudière (Lanaudière, Canada)
- Metropolitan Museum of Art (New-York, États-Unis)
- Festival Internacional de Puebla (Puebla, Mexique)
- Festival Internacional Cervantino (Guanajuato, Mexique)
- World Music Panama (Panama City, Panama)

### Asie
- Hong Kong Arts Festival (Hong Kong, Chine)
- Jeonju International Sori Festival (Jeonju, Corée-du-Sud)
- Udaipur World Music Festival (Udaipur, Inde)

### Afrique
- Jerusalem Sacred Music Festival (Jérusalem)
- Festival de Fès des musiques sacrées du monde (Fès, Maroc)
- Festival Au tour des cordes (Saint-Louis, Sénégal)

### Océanie
- WOMAD (Adélaïde, Australie)
- WOMAD (New Plymouth, Nouvelle-Zélande)

## Membres
Kiya Tabassian, né à Téhéran en 1976 est le directeur artistique de l'ensemble. On retrouve régulièrement certains musiciens à ses côtés sur de nombreux projets, comme Didem Başar (kanun), Patrick Graham (percussions), Tanya LaPerrière (viole d'amour) et Hamin Honari (percussions).

## Morceaux et instruments
L'ensemble Constantinople vise l'interprétation d'un répertoire métissé provenant à l’esthétique médiévale, baroque et contemporaine, de l’Europe méditerranéenne à l’Orient. L'ensemble a à son actif près de 50 créations et a présenté des concerts dans plus de 55 pays. Dans Passages, l'ensemble joue du setâr iranien, du kamânche turc, de l’oud libanais, du tombak persan et du kanun.

## Discographie
- Musique du Moyen Âge et de la Renaissance, Atma Classique
- Memoria Sefardí – Musique d'Espagne juive et chrétienne, Atma Classique
- Li Tans Nouveaus – troubadours Châtelain de Coucy, Li nouviauz tanz et mais et violete Anne Azéma, Atma Classique
- De Castille à Samarkand, avec Guy Ross, Atma Classique
- Grèce - Carrefour De La Méditerranée, avec En Chordais, Atma Classique
- Que le Yable les emporte, avec Bernard Simard, Atma Classique
- Terres Turquoises, La princessa y el caballero, Françoise Atlan, Atma Classique
- Mania, Atma Classique
- Terra nostra, José Ángel Guttiérrez, Teresita de Jesús Islas, Atma Classique
- Ay Amor, avec Francoise Atlan, Atma Classique
- Premiers Songes, poèmes de Sor Juana Inés de la Cruz, Analekta
- Metamorfosi, baroque italien, Analekta
- The Musical Voyages of Marco Polo, avec En Chordais, World Village
- Jardins migrateurs, musique persane et mandingue, Analekta
- Horizons lointains, avec Belem, Kora and Ko
- Traversées, avec Ablaye Cissoko, Kora and Ko
- ...Cette ville étrange, Dreyer Gaido
- La porta d'oriente, avec Marco Beasley, Glossa
- In the Footsteps of Rumi, avec Ghalia Benali, Glossa
- Il Ponte di Leonardo, avec Marco Beasley, Note 1 Music GmbH
- Pilgrimage, avec Cappella Mariana, Supraphon
- Nordic Lights in Persian Sky, avec Benedicte Maurseth, Glossa

## Prix et distinctions
- Prix du Meilleur Concert de l'année à Montréal pour El Grito, El Silencio et Premiers Songes[10]
- Prix Opus de la Découverte de l'année
- Prix Opus du Rayonnement à l'étranger
- Prix Juno du Meilleur album classique de l'année (2024)
- Anděl Awards, catégorie Musique classique (2025)